# Dragan Mrđa
Dragan Mrđa (Vršac, Sèrbia, 23 de gener de 1984) és un futbolista serbi. Va disputar 14 partits amb la selecció de Sèrbia.

## Estadístiques
| Selecció de Sèrbia | Selecció de Sèrbia | Selecció de Sèrbia |
| Anys               | Partits            | Gols               |
| ------------------ | ------------------ | ------------------ |
| 2008               | 2                  | 0                  |
| 2009               | 0                  | 0                  |
| 2010               | 7                  | 2                  |
| 2011               | 3                  | 0                  |
| 2012               | 0                  | 0                  |
| 2013               | 0                  | 0                  |
| 2014               | 2                  | 0                  |
| Total              | 14                 | 2                  |